# Lovefoxxx
Luísa Hanaê Matsushita, conhecida pelo nome artístico LoveFoxxx (Campinas, 25 de fevereiro de 1984), é uma cantora brasileira, líder do grupo brasileiro de indietronica Cansei de Ser Sexy.

## Biografia e carreira
Seu pai é descendente de japoneses e sua mãe é descendente de alemães e portugueses. Ainda na adolescência, Luísa queria ser estilista. Chegou a estagiar com André Hidalgo, idealizador da Casa de Criadores, e o estilista Caio Gobbi. Aos 16 anos, foi morar em São Paulo e na mesma época, quando começou a trabalhar com ilustrações, já passou a assinar seus trabalhos como Luísa LoveFoxxx.
Em 2003, enquanto trabalhava como designer gráfico de estilo para as grifes Triton e Fórum, entrou para a banda Cansei de Ser Sexy e posteriormente, largou o emprego para dedicar-se unicamente ao grupo. O sexteto foi contratado em 2005 pela Trama e no ano seguinte, pelo selo americano Sub Pop, berço de bandas como Nirvana e Mudhoney.  Foi apresentadora do programa Music Box no SBT e em 2006, assinou as ilustrações de uma coleção de sandálias Melissa, assim como o novo design da fachada das lojas. Também ganhou uma coluna na revista Capricho.
Foi escolhida em 2007 pela revista especializada NME como uma das três personalidades mais "cool" do mundo.
Em 2008, é capa de abril da importante revista inglesa de cultura jovem Dazed & Confused. Em 2009, customizou uma guitarra Gibson para ser leiloada em prol do projeto "A Força da Rua", da ONG inglesa fundada por Jimena Page, mulher do guitarrista Jimmy Page.
No final de 2011, cantou e participou do single "Heartbreaker", juntamente com Steve Aoki. Em 2013, cantou e participou do single "Flowers", com bEEdEEgEE. No ano seguinte, fez seu último show com o Cansei de Ser Sexy, que entrou em um hiato. Ainda em 2014, fez sua primeira exposição, em Oakland (EUA).
Em 2015, se isolou no meio da Amazônia para fazer uma residência artística. Em 2019, vendeu sua casa em São Paulo, tirou o silicone dos seios e se mudou para Garopaba, para uma casa feita por ela mesma. Luísa também se tornou parte do Multiplica Sabedoria, um projeto itinerante que faz trabalhos voluntários em comunidades agrícolas, multiplicando sementes crioulas. Em 15 de novembro deste ano, volta a se apresentar com o Cansei de Ser Sexy, no festival Popload. No dia 21 de novembro, discotecou durante a apresentação de Duda Beat em Florianópolis. Em 2021, integrou o supergrupo Bruxas Exorcistas formado por diversas vocalistas femininas Virginie Boutaud (Metrô), Érika Martins (Autoramas), Apolonia Alexandrina (Anvil FX), Marya Paraguaia (Grupo Escambau), Camila Costa e Emilie Ducassé.